# Упалавана
Упалавана, подобно на Кхема, се смята за едната от двете основни ученички на историческия Буда Шакямуни. Тя била дъщеря на богат търговец и била известна с красотата си, а името ѝ означава „Тази, чийто тен е като син лотос“. Когато навършила подходящата възраст, множество могъщи и богати кандидати изпратили вестители, за да искат ръката ѝ от нейния баща. Тъй като не искал да разочарова толкова много хора, баща ѝ предложил тя да стане монахиня, на което Упалавана се съгласила. Тя бързо напредвала в медитацията и реализирала състоянието на Архат. Буда обявил, че измежду монахините тя е първа в овладяването на специалните сили. 